# بنزوتری‌کلرید
بنزوتری‌کلرید (به انگلیسی: Benzotrichloride) با فرمول شیمیایی C۷H۵Cl۳ یک ترکیب شیمیایی است. که جرم مولی آن ۱۹۵٫۴۸ g/mol می‌باشد. شکل ظاهری این ترکیب، مایع شفاف است.